# Conus julii
Conus julii is een in zee levende slakkensoort uit het geslacht Conus. De slak behoort tot de familie Conidae. Conus julii werd in 1870 beschreven door Lienar. Net zoals alle soorten binnen het geslacht Conus zijn deze slakken roofzuchtig en giftig. Zij bezitten een harpoenachtige structuur waarmee ze hun prooi kunnen steken en verlammen.